# 笔法
笔法是指书画中运用毛笔书写、描画线条的技法。汉字都是由若干笔画构成的，在书法中，相同的笔画和汉字，如果运用不同的笔法来书写，会呈现出不同的面貌。在国画中，用不同笔法来勾画和描绘事物，也会体现出不同的风格。
书法和東亞傳統繪画都是使用毛笔来制作线条，因此有些基本的笔法是相通的，例如中锋、逆锋、侧锋和飞白等等。但是书法和国画中使用的线条及其表现方法大部分都不同，所以各自发展出仅适用于自身的笔法，例如书法中的永字八法，国画中的勾、皴、染、点。